# The Legend of Sasquatch
The Legend of Sasquatch (br: A Lenda do Pé Grande) é um filme de computação gráfica lançado em 2006 pela Gorilla Pictures, que apresenta as vozes de William Hurt and John Rhys-Davies.

## Plot
O Delegado Steve (John Rhys-Davies), ao redor de uma fogueira, conta sobre a história do Pé Grande.
João Davis (William Hurt) está pilotando um hidroavião sobre um vale chamado Floresta do Sasquatch com suas duas filhas, Cristine e Meg. Cris diz a Meg que Sasquatch significa Pé Grande e Maggie se pergunta se há algum Pé Grande no vale. Eles chegam à nova casa e há pinhas espalhadas por todo o lugar. No final do dia, tudo é limpo e todos vão para a cama. Meg ouve algo e vê um pequeno Pé Grande no lado de fora.
Na manhã seguinte, João vai ao seu novo trabalho. Eles conhecem Davi, o chefe da fábrica. Uma nova barragem será construída em um rio para fornecer energia para a região. Enquanto isso, Clétus McNabb e seu cúmplice, um cachorro, querem capturar um Pé Grande. Naquela noite, Meg sai novamente para procurar o Pé Grande. Ela o encontra e o persegue até bem dentro da floresta. Ela o perde e começa a chover. O Pé Grande volta com sua mãe e a leva para uma caverna secreta atrás de uma cachoeira. Maggie descobre que a nova represa vai inundar a casa deles.
Na manhã seguinte, Meg tenta contar a seu pai e sua irmã, mas eles não acreditam nela. Quando João vai trabalhar, Meg e Cristine encontram o Delegado Steve. Mais tarde, Meg tenta contar a Cristine que o Pé Grande é real, mas ela não acredita. Furiosa, Maggie corre para encontrá-los. Cris a segue e elas finalmente chegam à caverna. Cletus McNabb e seu cachorro as veem entrando na caverna e armam um plano para capturar um dos Pé Grandes.
João volta para casa e procura por suas filhas por toda parte. Quando ele sai para a floresta, ele encontra o líder dos Pés Grandes, que o leva para a caverna. Agora John sabe que os Pé Grandes estão em perigo e eles planejam uma forma de evitar que a caverna seja inundada. Eles acumulam todas as pinhas no vale e as trituram em polpa. Eles levam a polpa para a caverna e cobrem as rachaduras com ela. Agora eles se perguntam se as paredes vão desmoronar, então precisam levar os Pé Grandes para outro lugar. Eles se mudam para as montanhas nevadas. Cletus e seu cachorro entram na caverna para capturar um deles, mas as cavernas desabam e inundam, e os dois conseguem sair. Nas montanhas, a família Davis se despede dos Pé Grandes. Após os créditos, o cachorro de Cletus se muda para a casa dos Davis.

## Elenco
- William Hurt como João Davis
- John Rhys-Davies como Delegado Steve